# Peter Bradley
Peter Bradley (Magherafelt, Irlanda del Norte, 26 de mayo de 1991), futbolista norirlandés. Juega de defensa y su actual equipo es el Queen's Park FC de la Scottish League Two de Escocia. 

## Clubes
| Club            | País    | Año       |
| --------------- | ------- | --------- |
| Cowdenbeath FC  | Escocia | 2009-2010 |
| St. Mirren FC   | Escocia | 2010-2011 |
| Queen's Park FC | Escocia | 2011-     |